# 西園昌久
西園 昌久（にしぞの まさひさ、1928年9月25日 - 2022年4月19日）は、日本の医学者・精神科医。福岡大学名誉教授。学位は、医学博士（論文博士・1959年）（学位論文「神経症に関する臨床的研究」）。

## 略歴
福岡県生まれ。1953年九州大学医学部卒業。1959年論文「神経症に関する臨床的研究」で医学博士の学位の取得。
1971年九州大学医学部助教授。1973年福岡大学医学部教授。医学部学部長。1993-2001年WHO協力センター（福岡大学）所長。1999年定年退任、名誉教授。
1999年、福岡市博多区に心理社会的精神医学研究所を開設して活動の拠点としたが、2019年に自ら閉鎖。
長いキャリアの間に、日本精神神経学会、日本精神分析学会、西太平洋地域医学教育連合、環太平洋精神科医会議、アジア児童思春期精神医学会、多文化間精神医学会、日本精神分析協会の会長などを歴任した。

## 著書
- 『薬物精神療法』医学書院　1967
- 『精神分析の理論と実際 神経症編』金剛出版　1975
- 『精神分析の理論と実際 精神病編』金剛出版　1976
- 『新しい精神医学と看護 力動的理解と実践』医学書院　1977
- 『精神分析 自らの人間性の理解のために』旺文社　1981　ラジオ大学講座
- 『精神分析治療の展開』金剛出版　1983
- 『精神分析を語る こころの深層への道』岩崎学術出版社　1985
- 『精神分析治療の進歩』金剛出版　1988
- 『精神分析技法の要諦』金剛出版　1999
- 『精神医学の現在』中山書店　2003
- 『精神療法入門』中山書店　2010　西園精神療法ゼミナール
- 『精神療法の現場から 実践力動的精神療法』中山書店　2011　西園精神療法ゼミナール
- 『力動的精神療法』中山書店　2011　西園精神療法ゼミナール

## 共編著
- 『家族精神医学』編集企画　金原出版　1982　精神科mook
- 『青年期の精神病理と治療』編　金剛出版　1983
- 『日本・アジア・北アメリカの精神療法』ジョー・ヤマモト共編　弘文堂　1988
- 『ライフサイクル精神医学』編　医学書院　1988
- 『思春期の精神障害 今日的問題』編　ライフ・サイエンス　1993　精神医学レビュー
- 『環太平洋諸国と21世紀精神医学』編　金剛出版　1998
- 『SSTの技法と理論 さらなる展開を求めて』編著　金剛出版　2009

## 翻訳
- ルドルフ・アラーズ『実存主義と精神医学』板谷順二共訳　岩崎書店　1965　現代精神分析双書
- メラニー・クライン著作集 1(1921～1931)子どもの心的発達』牛島定信と責任編訳　誠信書房　1983
- メラニー・クライン著作集 3(1933～1945).愛、罪そして償い』牛島定信共編訳　誠信書房　1983
- マイケル・シェファード編『世界の精神科医は語る 私の研修時代および精神医学の現状と未来』監訳　金剛出版　1985
- G.コーホン編『英国独立学派の精神分析 対象関係論の展開』監訳　岩崎学術出版社　1992　現代精神分析双書
- O.F.カーンバーグ『重症パーソナリティ障害 精神療法的方略』監訳　岩崎学術出版社　1996　現代精神分析双書

## 関連人物
- 牛島定信
- 松木邦裕
- 川谷大治